# Iglesia de San Miguel Arcángel (Puebla de San Miguel)
La iglesia de San Miguel Arcángel es un templo católico situado en Puebla de San Miguel, provincia de Valencia (Comunidad Valenciana, España).

## Historia
Si bien la población de Puebla de San Miguel ya aparece documentada tempranamente en el siglo XIII, no será hasta principios del siglo XIV (1318) cuando la parroquia de san Miguel comience su andadura, año en que el obispo de Segorbe-Albarracín Antonio Muñoz asignó un rector propio a su iglesia. Aquel templo original no es el que hoy podemos contemplar, ya que posteriormente fue sustituido por el actual, que data del siglo XVII.
El actual es un temmplo barroco edificado en la segunda mitad del siglo XVII sobre uno anterior del siglo XIV. En el Archivo Histórico Municipal existe un documento, lamentablemente sin data, compuesto por cuatro manos en papel de barba sin guillotinar y doblados al folio, formando un librillo cosido con hilo, cuyo epígrafe dice: Capítulos del campanario, que se ha de hazer en la Puebla de San Miguel, y Observaciones del modo que se ha de ejecutar dicha obra. En dicho registro se estipulan -mediante diez puntos y una glosa- las meticulosas condiciones para las obras del campanario, que fueron pactadas entre el lugar -Puebla de San Miguel- y el maestro de obra que se quedase la contrata. El documento no está fechado, sin embargo debió redactarse después de la construcción del templo, lo cual tuvo lugar entre la séptima y la octava década del siglo XVII, pues al comienzo del articulado se puntualiza que la nueva torre deberá levantarse «sobre los restos del viejo campanario». En la Relación ad limina de 1684 correspondiente al obispo segorbino Crisóstomo Royo de Castellví se dice que la iglesia parroquial de Puebla de San Miguel está reparándose: «Ecclesiae paucis abhinc fidelium votis et boni pastoris solicitudine sacris suppellectibus reparata est»; mientras que en la siguiente Relación de 1693, el nuevo prelado, Antonio Ferrer y Milá, menciona una iglesia de nueva construcción o reconstruida «de novo aedificata». En los textos de las visitas ad limina no se menciona específicamente el campanario, sino la iglesia; por otra parte, aquel fue contratado con independencia del templo, probablemente en el primer tercio del siglo XVIII. Asimismo, en el punto décimo de las estipulaciones se dice «de la obligación del Lugar...», lo que induce a pensar que la obra debió pactarse con anterioridad a la segregación de Puebla de San Miguel de Ademuz, que fue en 1765; de haber sido construida con posterioridad a dicha fecha, probablemente, los redactores hubieran utilizado el título de "villa", otorgado por Carlos III de España en aquella fecha, según puede verse en Carta de Privilegio.

## Descripción
La iglesia de san Miguel Arcángel responde al modelo de templo trentino, habitual en las parroquias de la comarca: posee planta rectangular, una ancha nave central y siete capillas laterales poco profundas. El coro se sitúa en el tramo de los pies, en alto, y la sacristía junto al presbiterio, al lado de la Epístola. Uno de los espacios más atrayentes lo constituye la «capilla de Comunión», de planta de cruz latina, coronado por una bella cúpula sobre pechinas y cuya construcción data del siglo XVIII. Todo el complejo parroquial queda completado con la torre campanario, situada a los pies, que ostenta todavía varias campanas antiguas como la «Mediana» (siglo XVI) y el «Tiplet» (siglo XVIII).

## Patrimonio mueble
La parroquia de Puebla conserva todavía un buen catálogo de patrimonio mueble, aunque durante la revolución y guerra civil española (1936-1939) sufrió un gran expolio: altares, retablos, imágenes, vasos sagrados, ornamentos sagrados, variedad de objetos artísticos, metales, joyas de la Virgen, etc., destruyéndose parcialmente los altorrelieves de presbiterio -que representan el Nacimiento de Jesús y la Adoración de los Magos: las caras de los principales personajes fueron literalmente destrozadas-, y el valioso archivo parroquial.
Cabe destacar el Retablo de la Virgen del Rosario, de mediados del siglo XVI –restaurado con motivo de la exposición de La Luz de las Imágenes (Segorbe, 2001)- en cuyas tablas principales se representan a san Miguel y san Juan Bautista, en cuya hornacina central hay actualmente una imagen de la Virgen del Rosario. Tanto el altar mayor como algunas capillas conservan parte de los retablos tallados en época barroca: de señalar es la capilla del Cristo, presidida por una talla del Crucificado que data del siglo XVII, así como la capilla de los Serra, familia de comitentes locales que mandó pintar el gran lienzo del Juicio Final del siglo XVIII.

## Galería

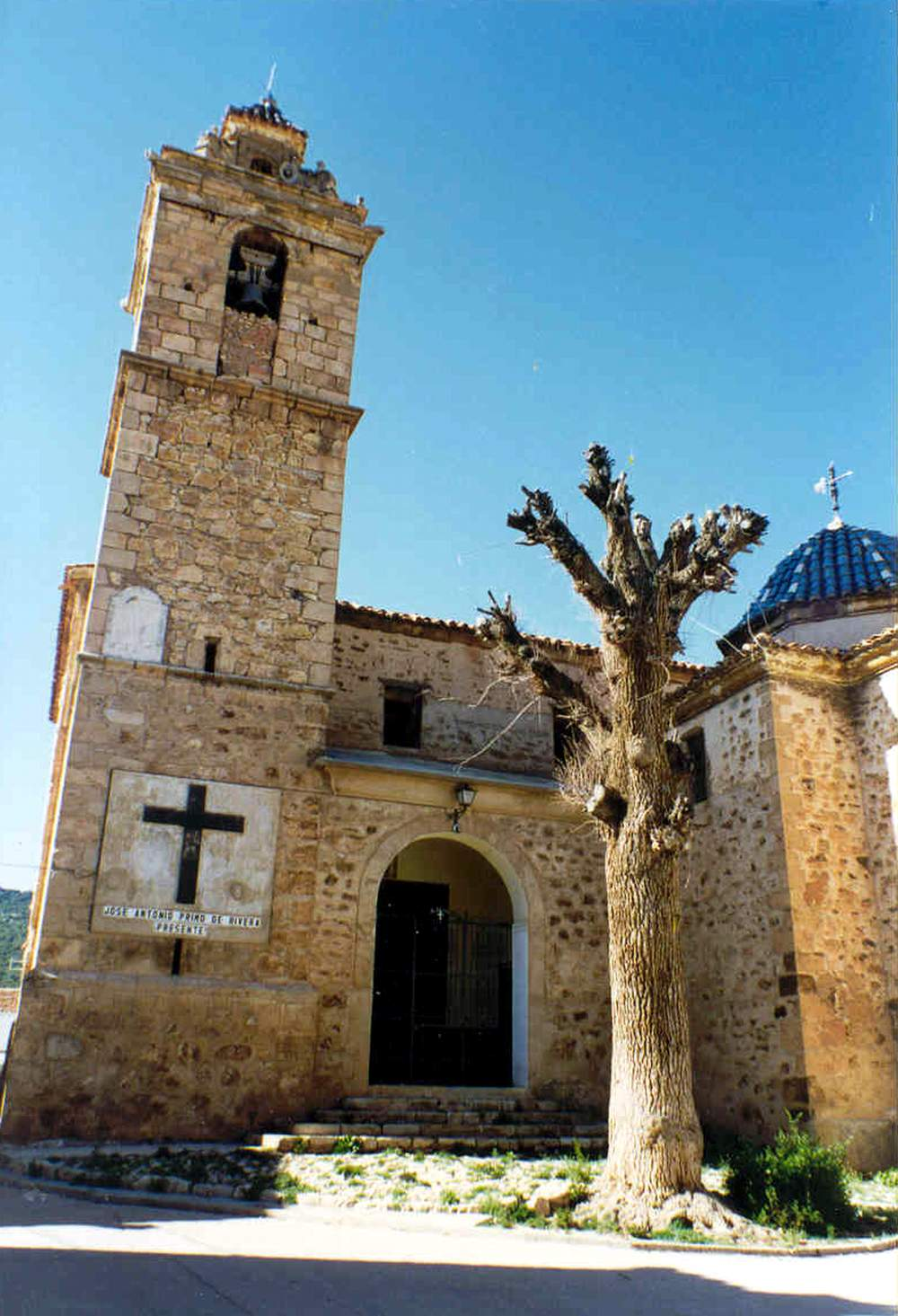
Vista frontal de la fachada de la iglesia parroquial de Puebla de San Miguel (Valencia), con detalle del viejo olmo seco, año 2004.
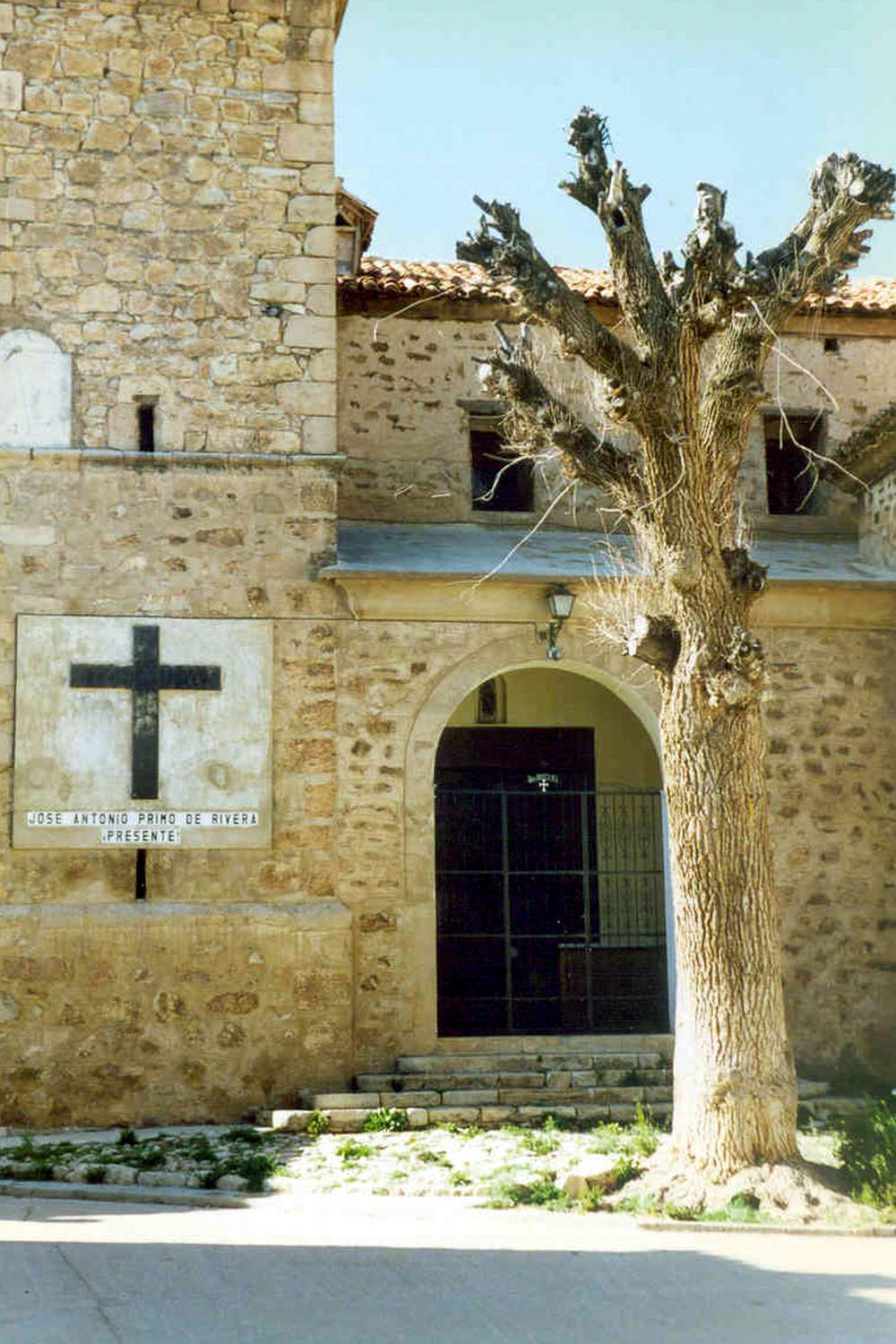
Vista parcial de la fachada de la iglesia parroquial de Puebla de San Miguel (Valencia), con detalle del viejo olmo seco, año 2004.
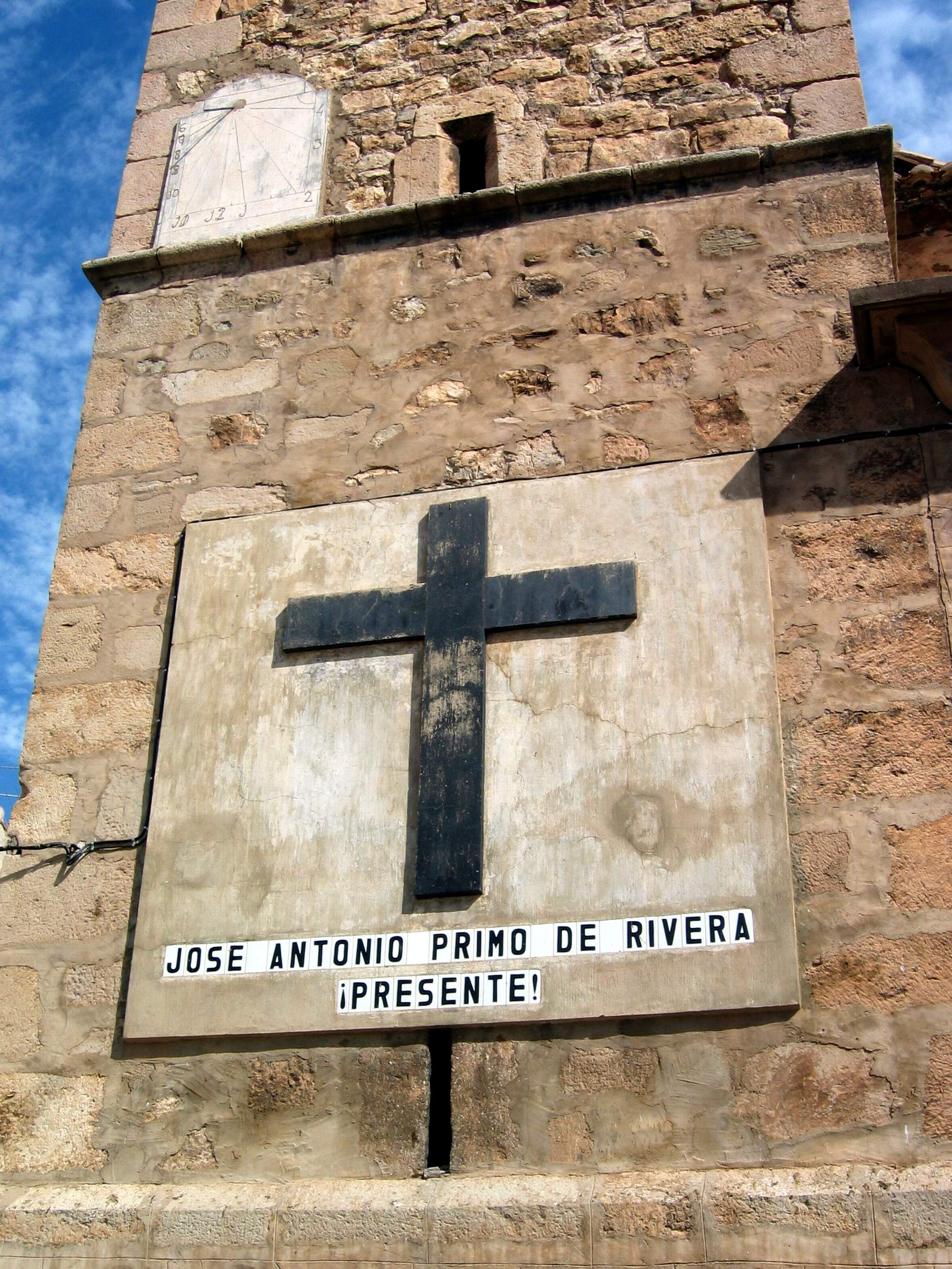
Vista parcial de la fachada de la iglesia parroquial de Puebla de San Miguel (Valencia), con detalle de la «Cruz de los Caídos», año 2004.
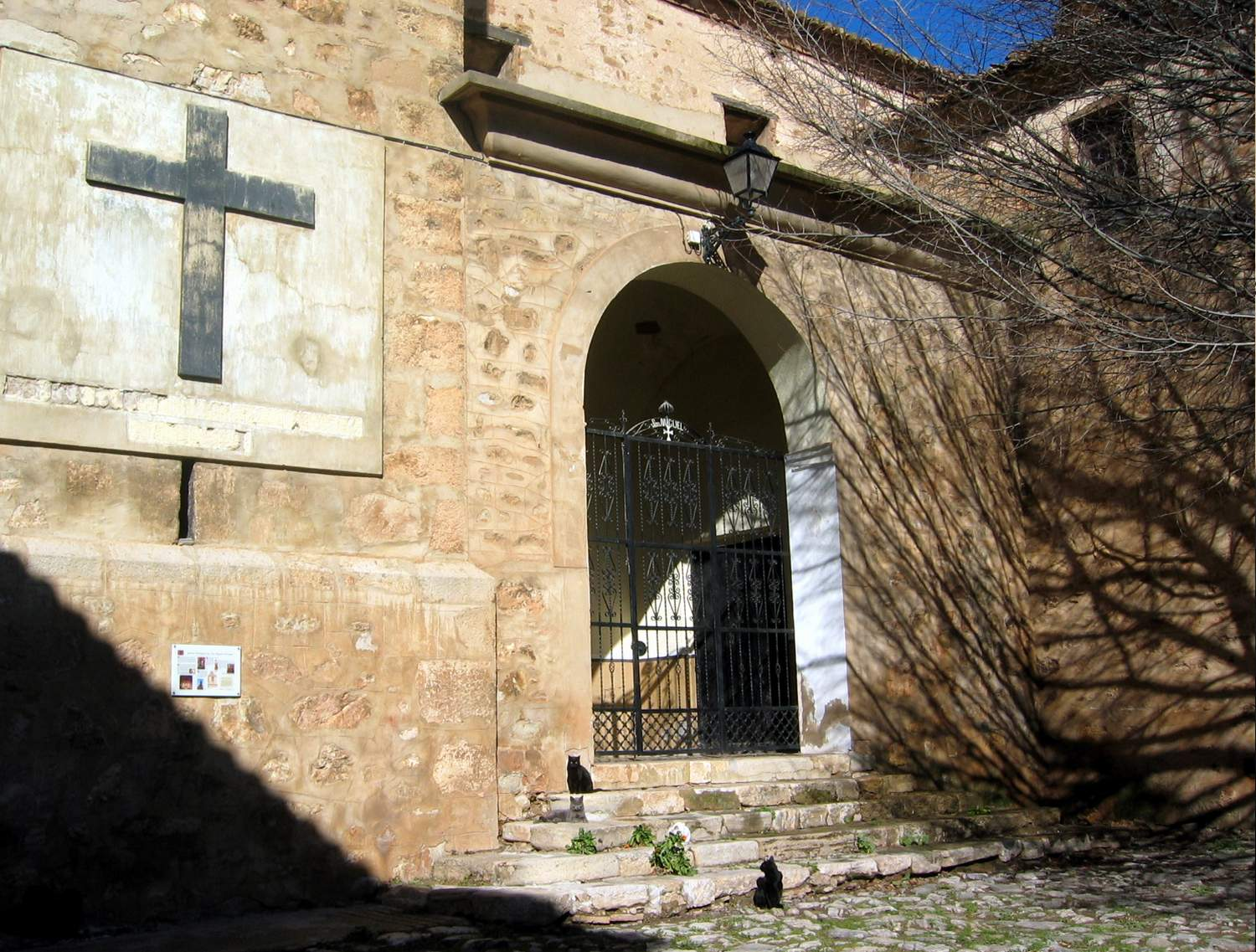
Vista del pórtico de la parroquial de Puebla de San Miguel (Valencia), con detalle de la «damnatio memoriae» en el muro frontal, año 2012.
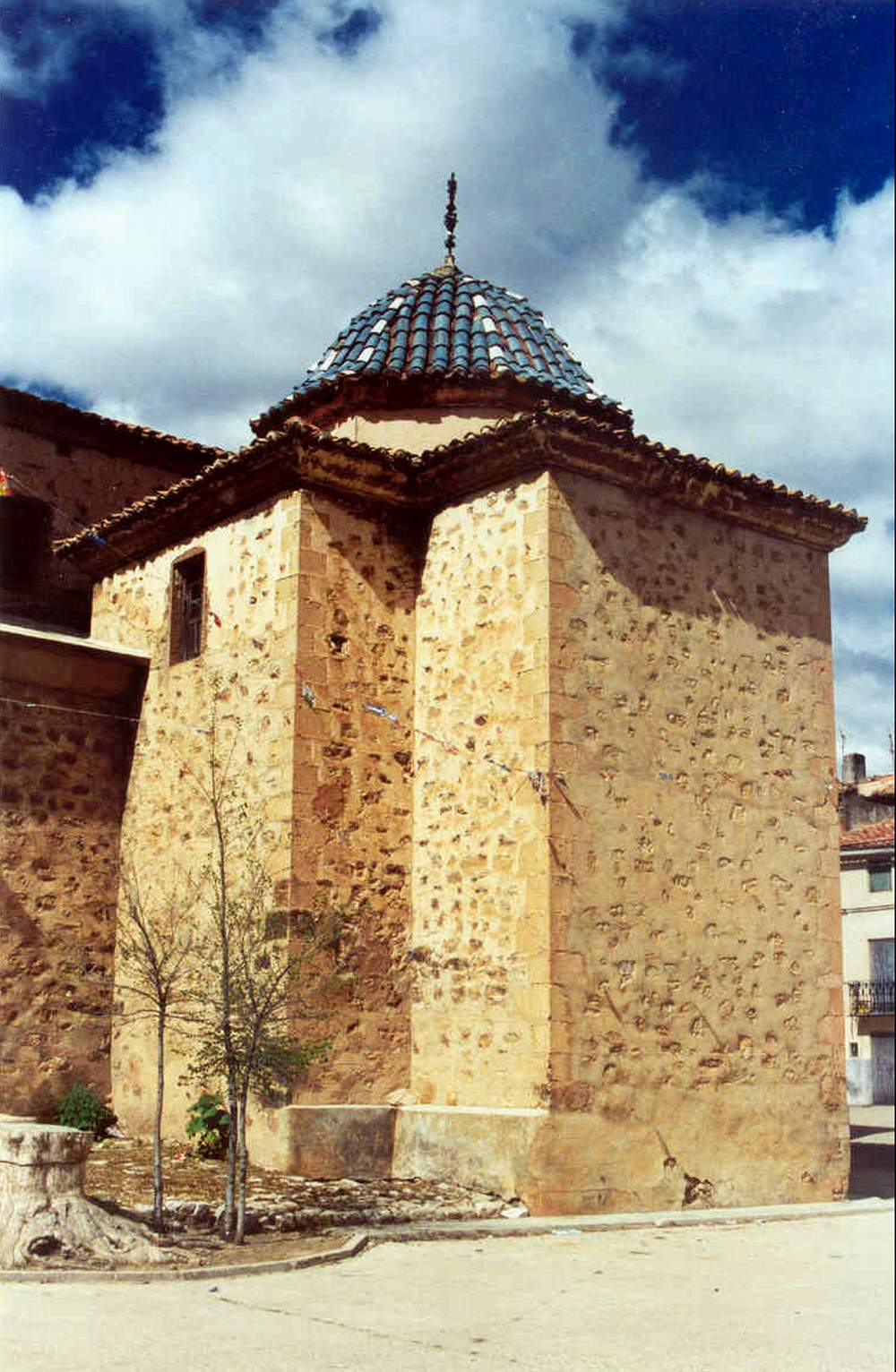
Vista parcial de la fachada de la iglesia parroquial de Puebla de San Miguel (Valencia), con detalle de la cúpula de la «Capilla de la Comunión», año 2004. Siglo XVIII.
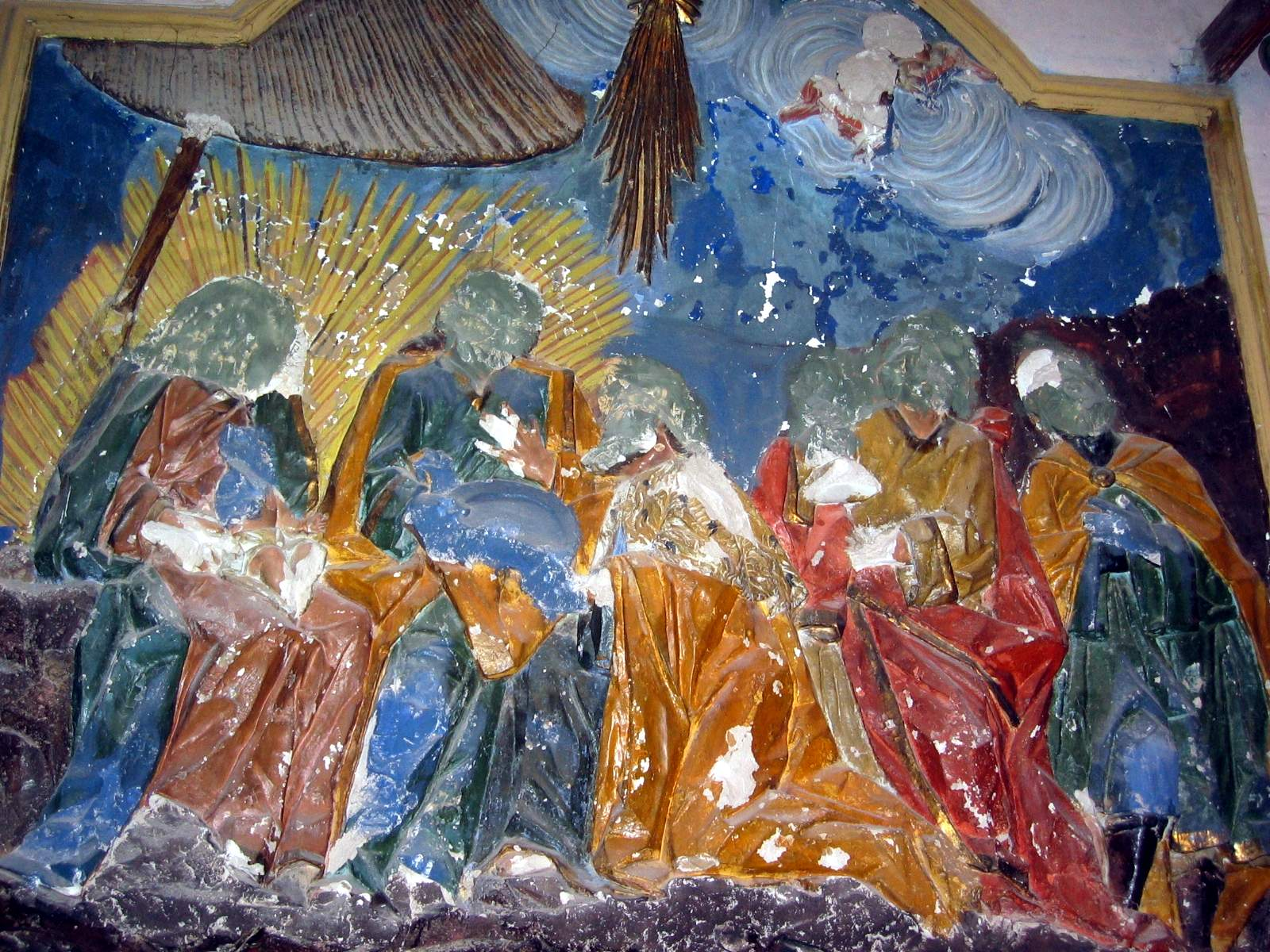
Detalle de altorrelieve en la iglesia parroquial de Puebla de San Miguel (Valencia), representando la adoración de los Magos, parcialmente destruido durante la revolución y guerra civil española, año 2011.
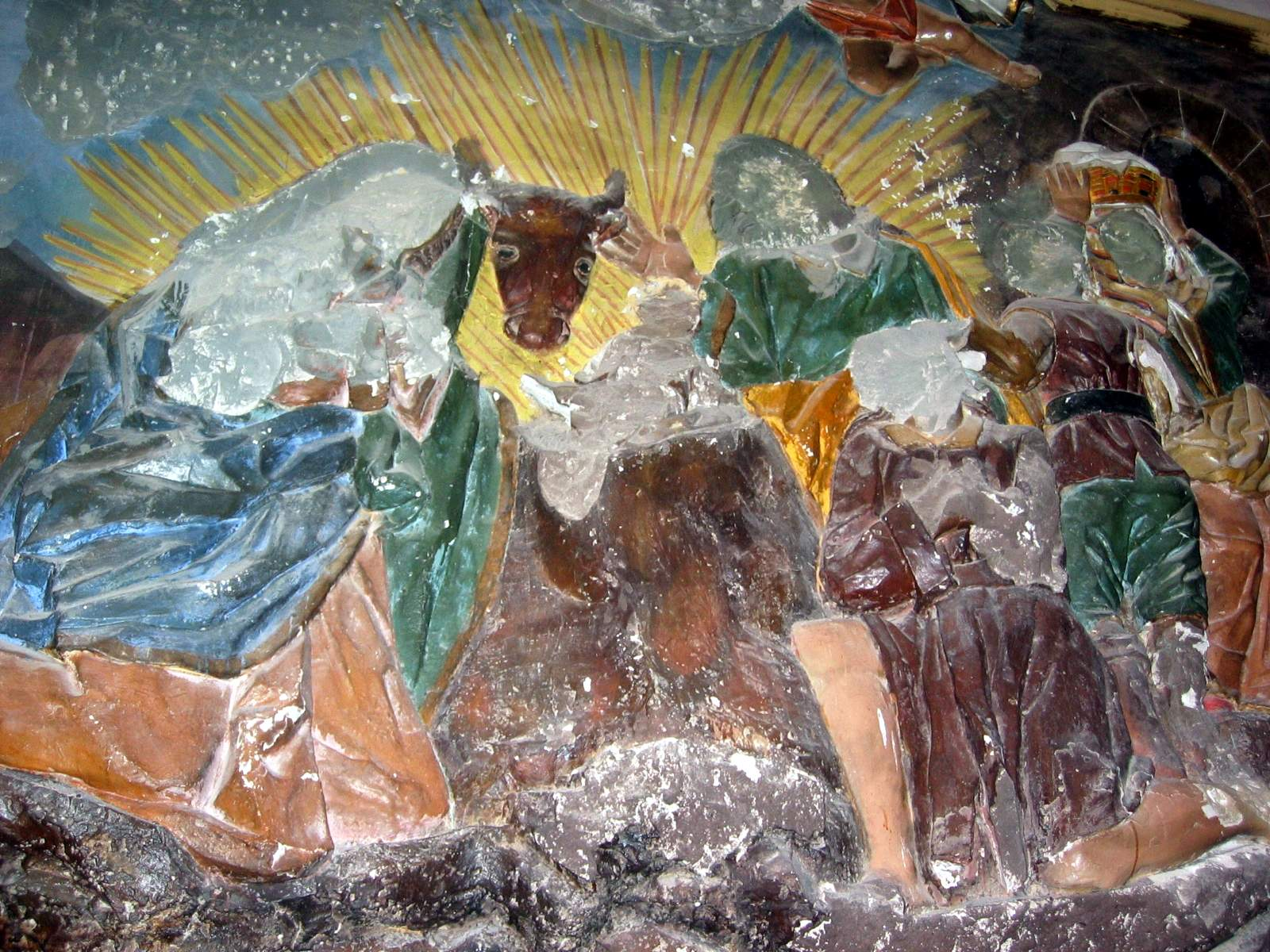
Detalle de altorrelieve en el presbiterio de la parroquial de Puebla de San Miguel (Valencia), representando el nacimiento de Jesús en Belén, parcialmente destruido durante la revolución y guerra civil española, año 2011.
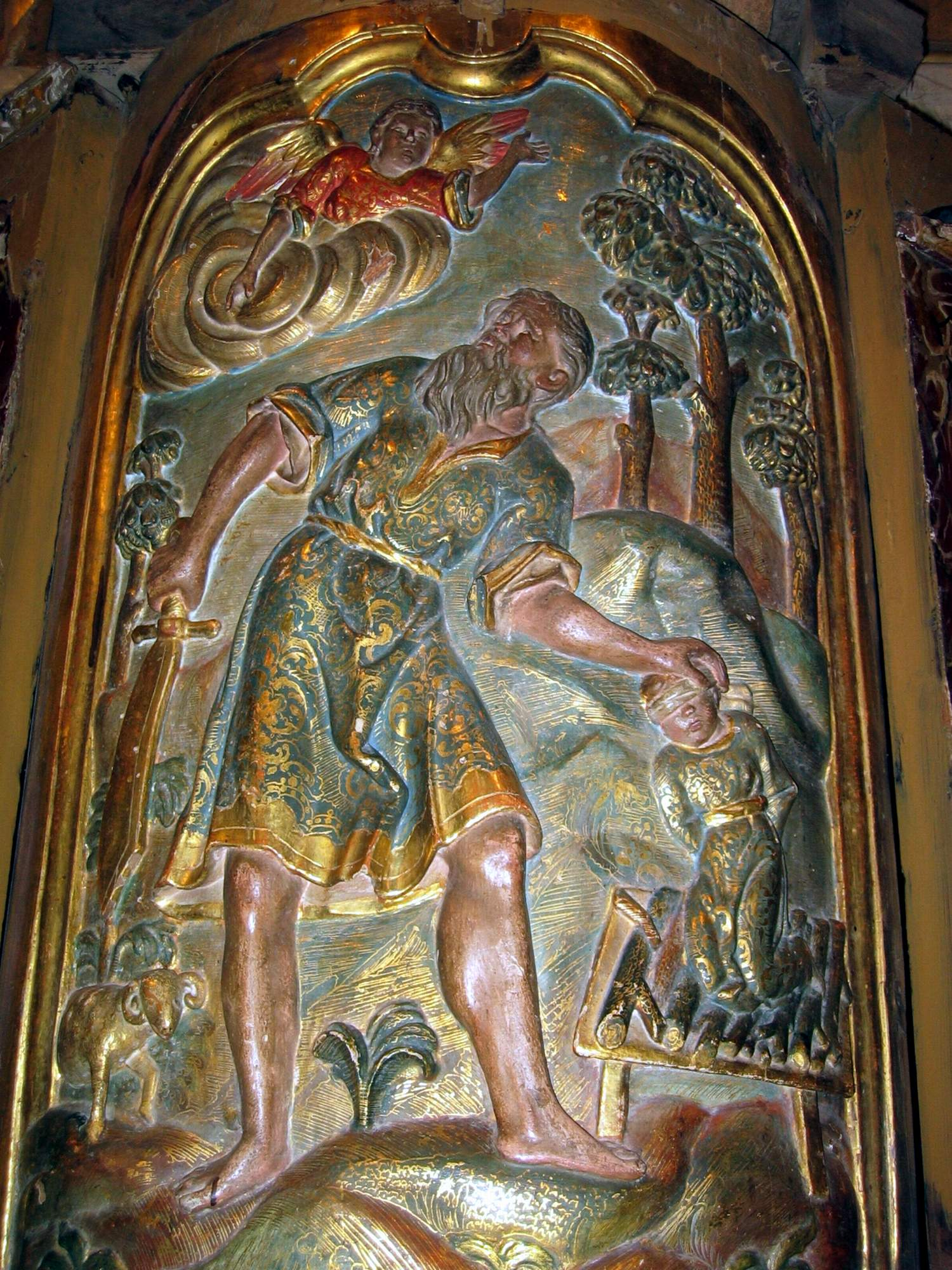
Fragmento del retablo mayor de la parroquial de Puebla de San Miguel (Valencia), representando el sacrificio de Isaac, parcialmente destruido durante la revolución y guerra civil española, año 2011.
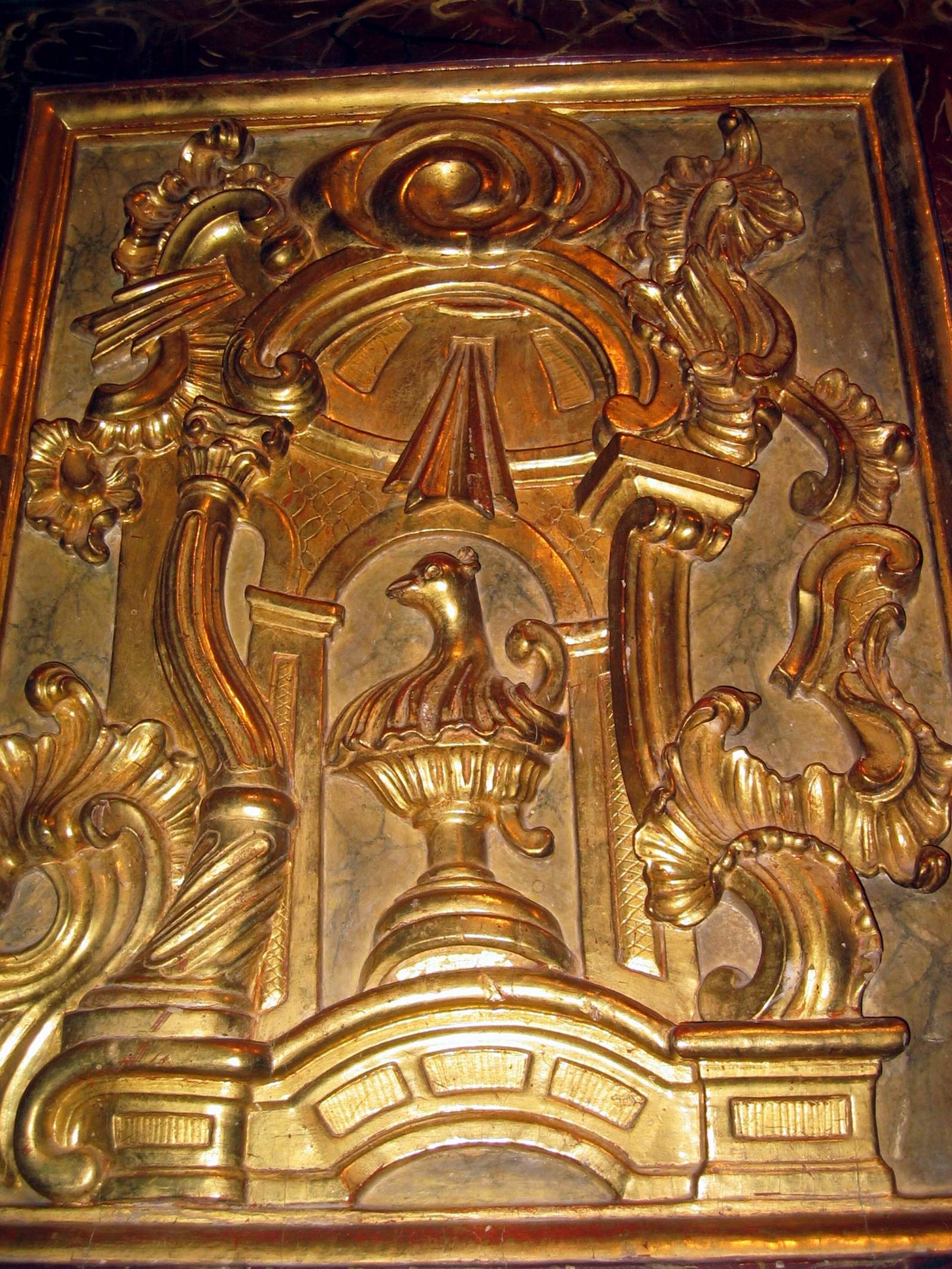
Fragmento del retablo mayor de la parroquial de Puebla de San Miguel (Valencia), parcialmente destruido durante la revolución y guerra civil española, año 2011.
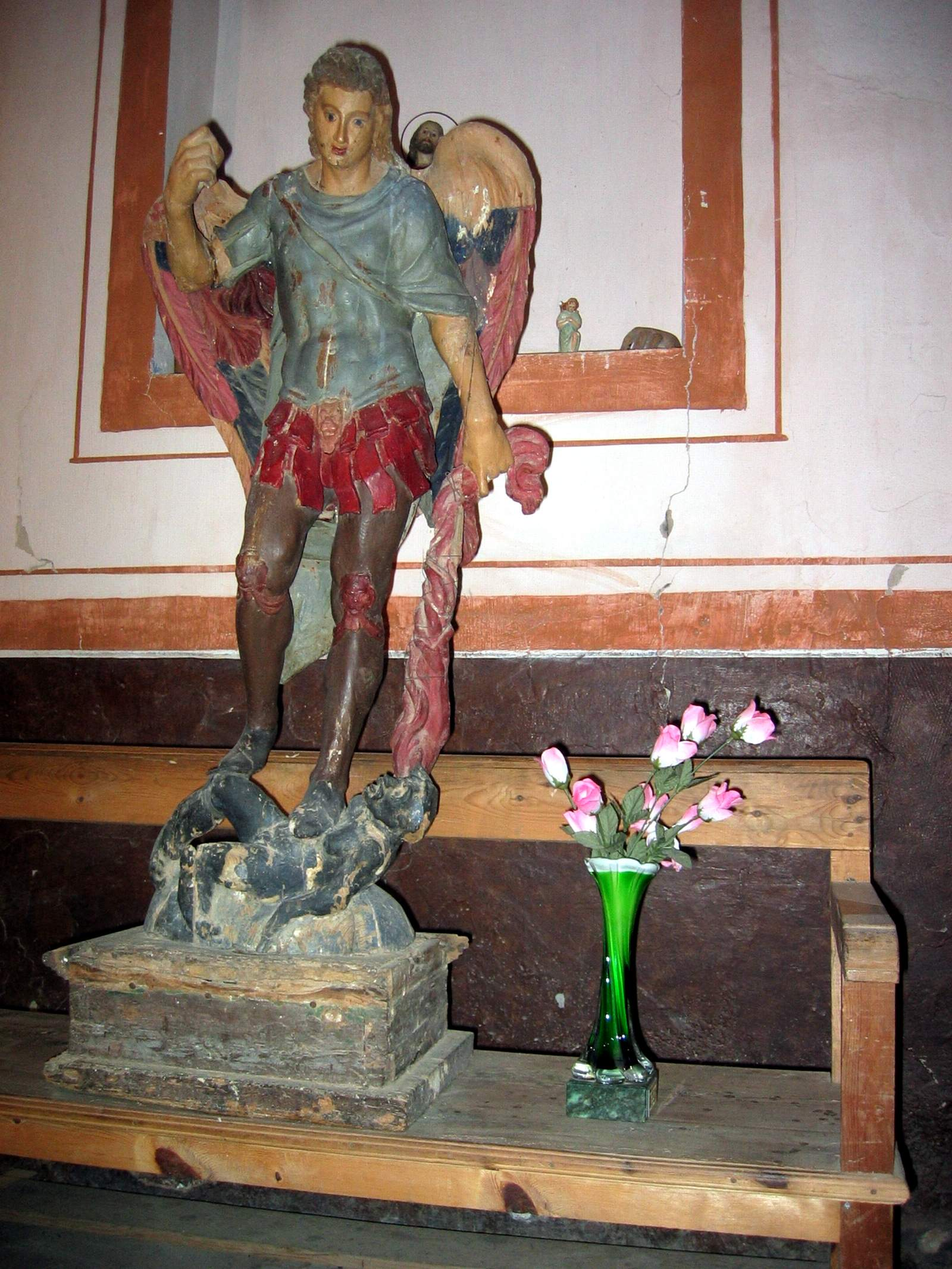
Detalle de talla en la parroquial de Puebla de San Miguel (Valencia), representando al Arcángel san Miguel, año 2011.
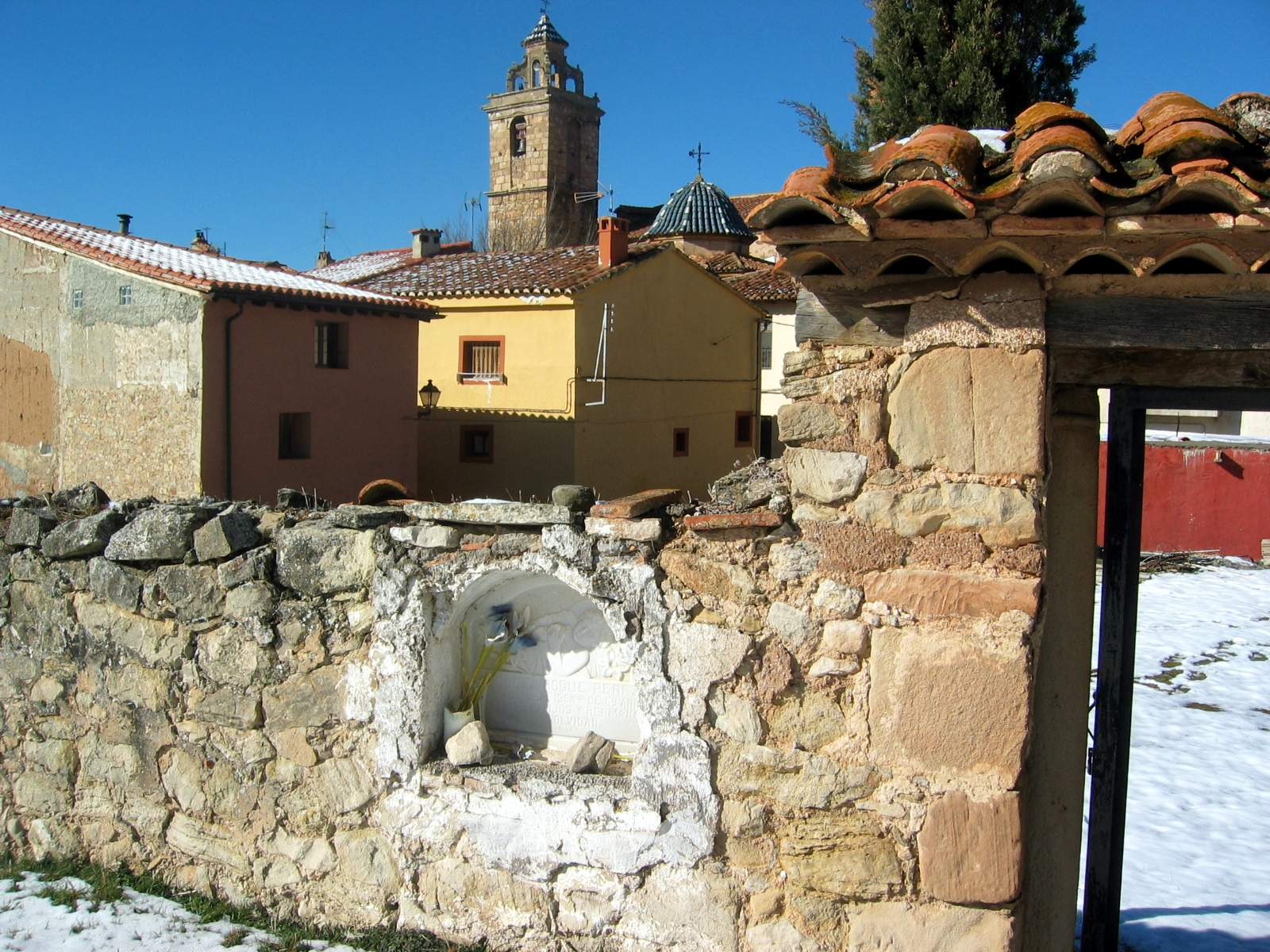
Detalle del campanario de la parroquial de Puebla de San Miguel (Valencia), desde el cementerio viejo, año 2012.
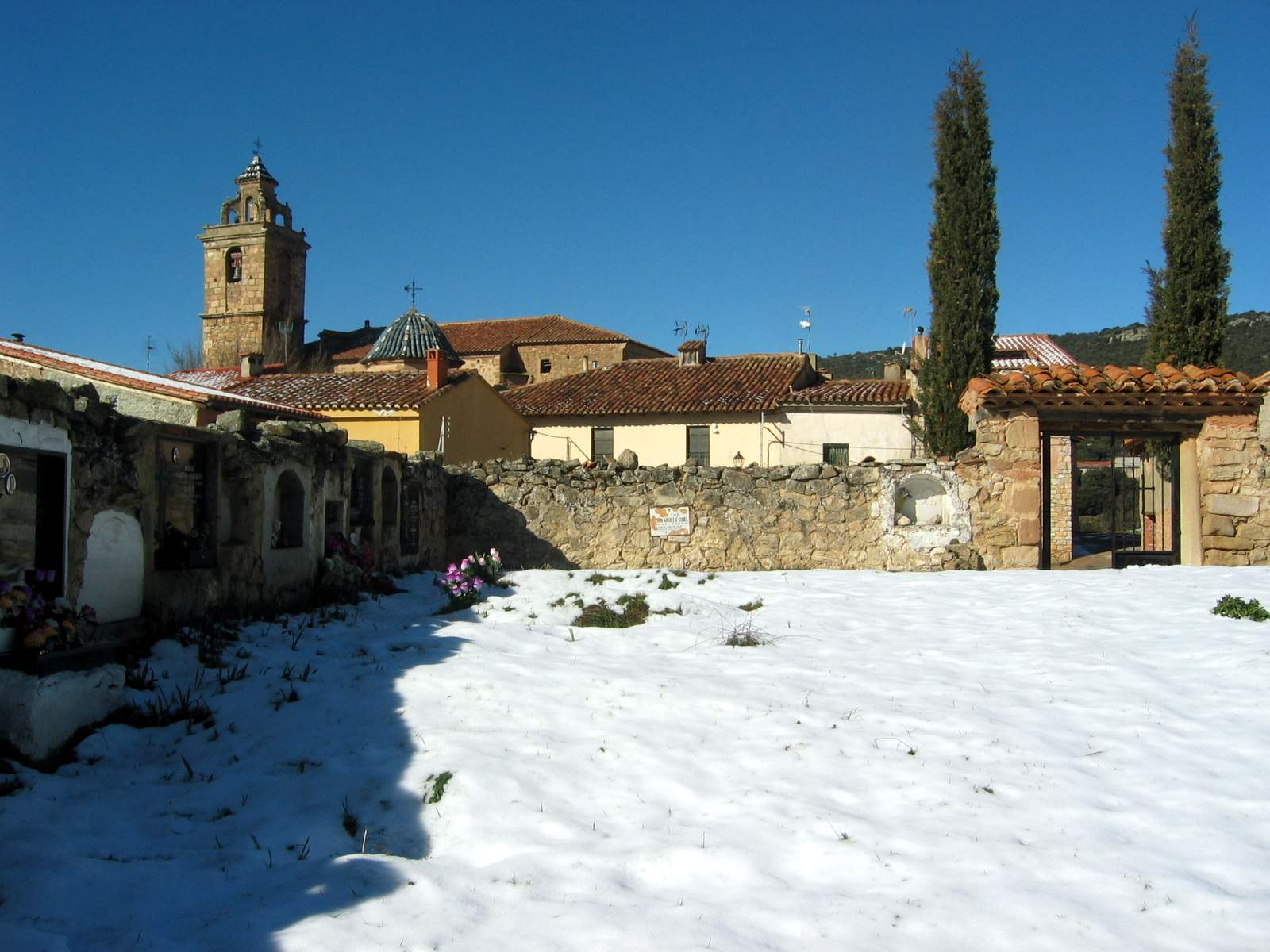
Detalle del campanario de la parroquial de Puebla de San Miguel (Valencia), desde el cementerio viejo, año 2012.
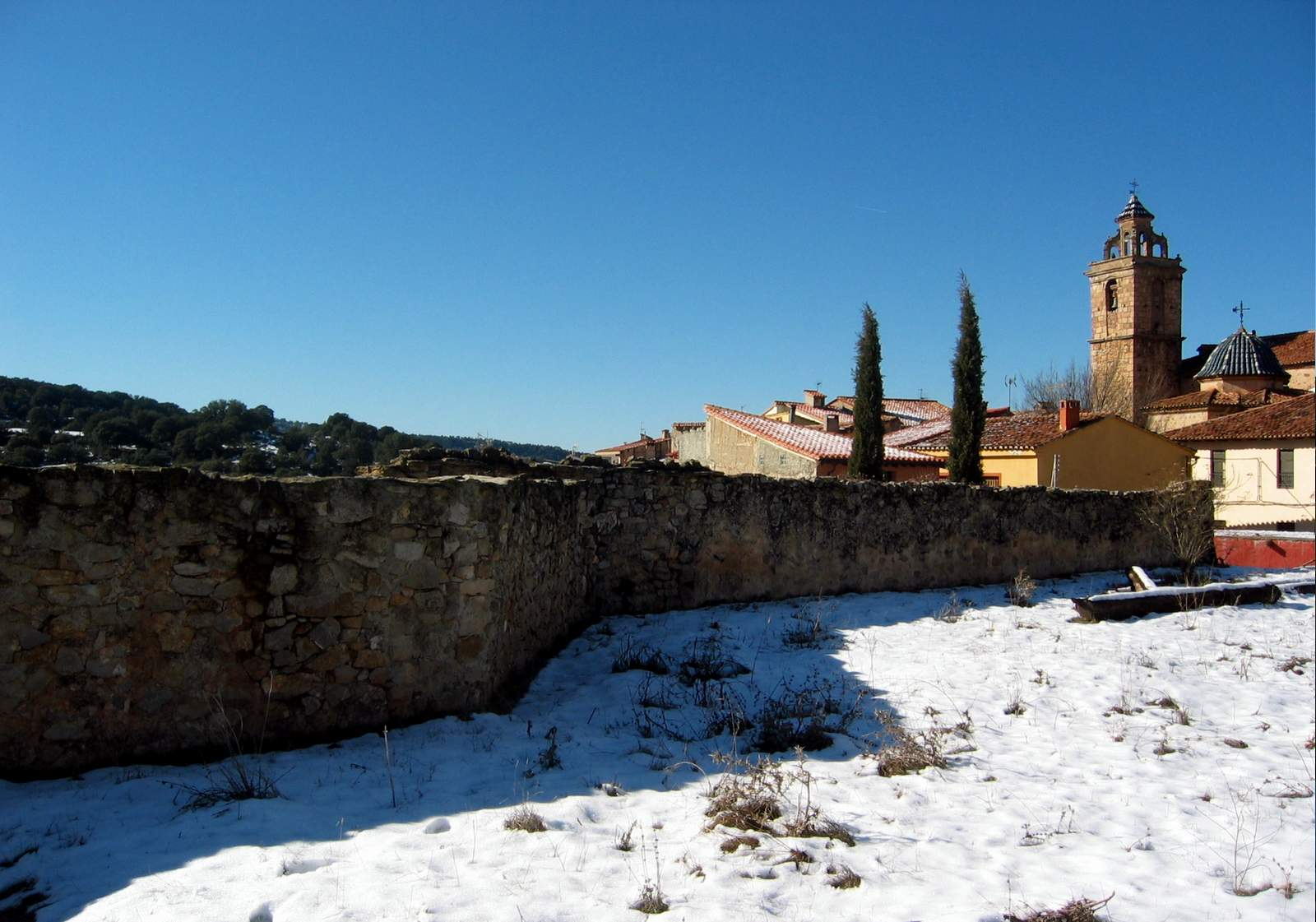
Detalle del campanario de la parroquial de Puebla de San Miguel (Valencia), desde el cementerio viejo, año 2012.
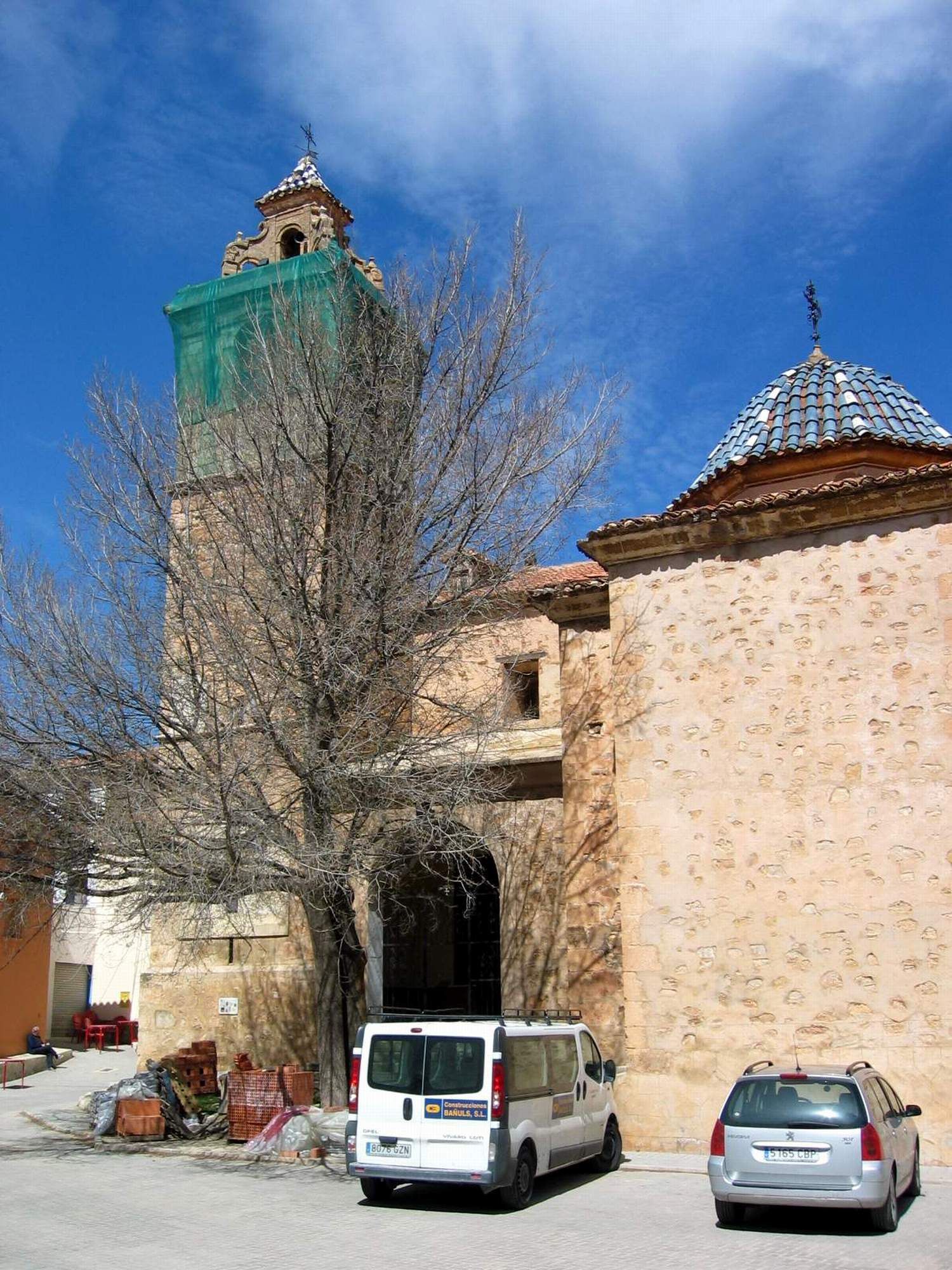
Vista de la parroquial de Puebla de San Miguel (Valencia), con detalle de obras en el campanario, año 2015.
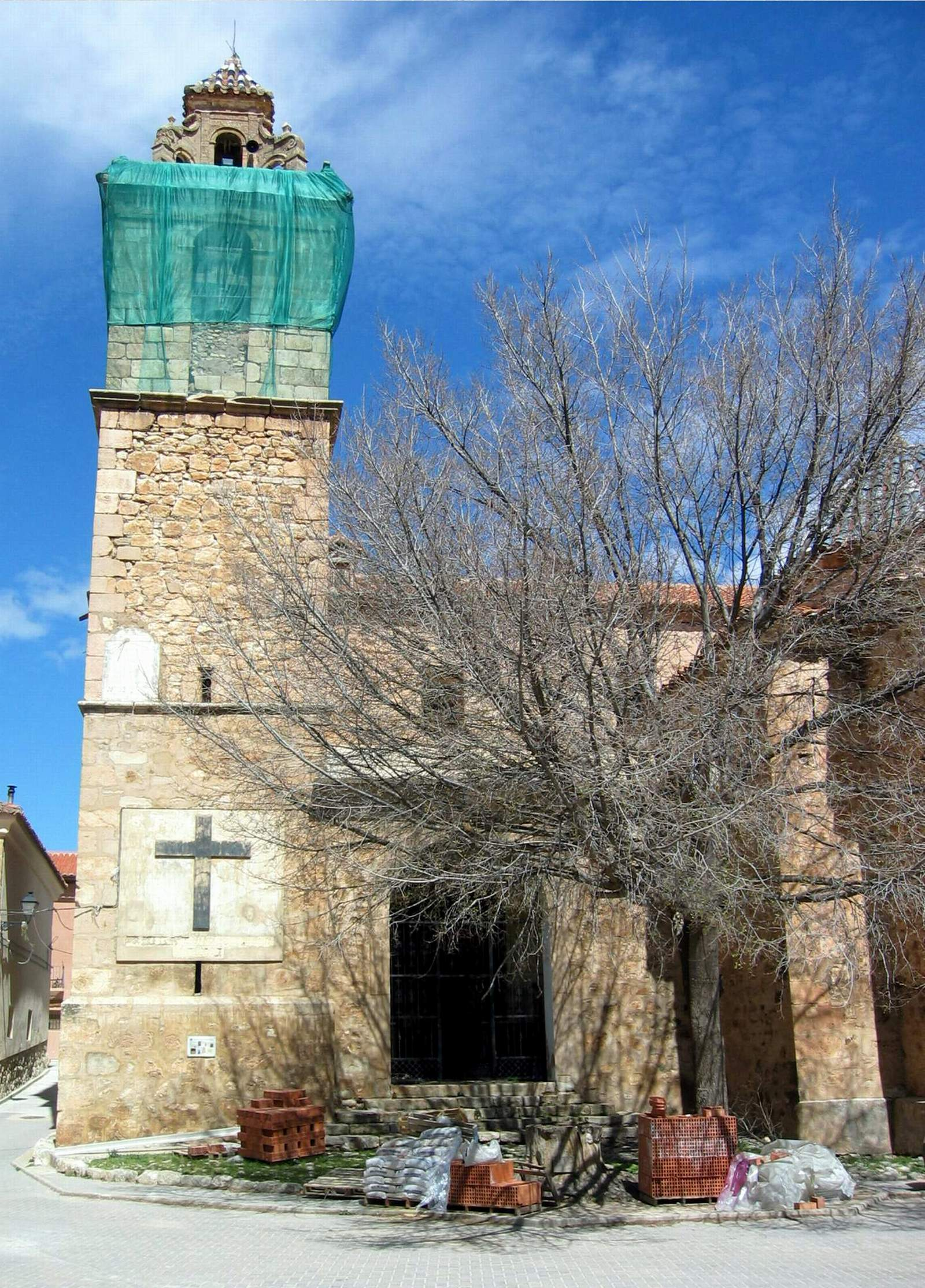
Vista de la parroquial de Puebla de San Miguel (Valencia), con detalle de obras en el campanario, año 2015.
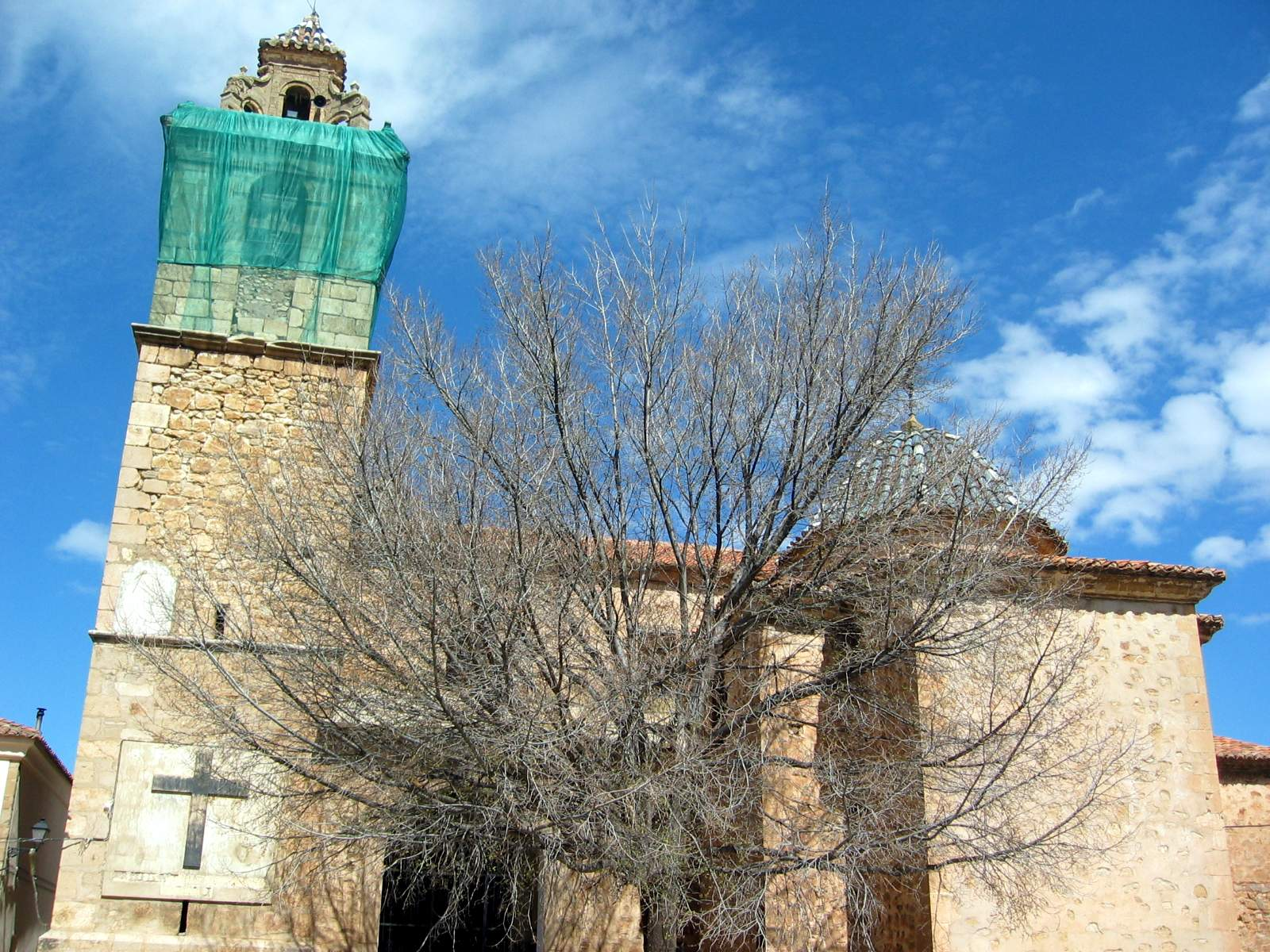
Vista de la parroquial de Puebla de San Miguel (Valencia), con detalle de obras en el campanario, año 2015.
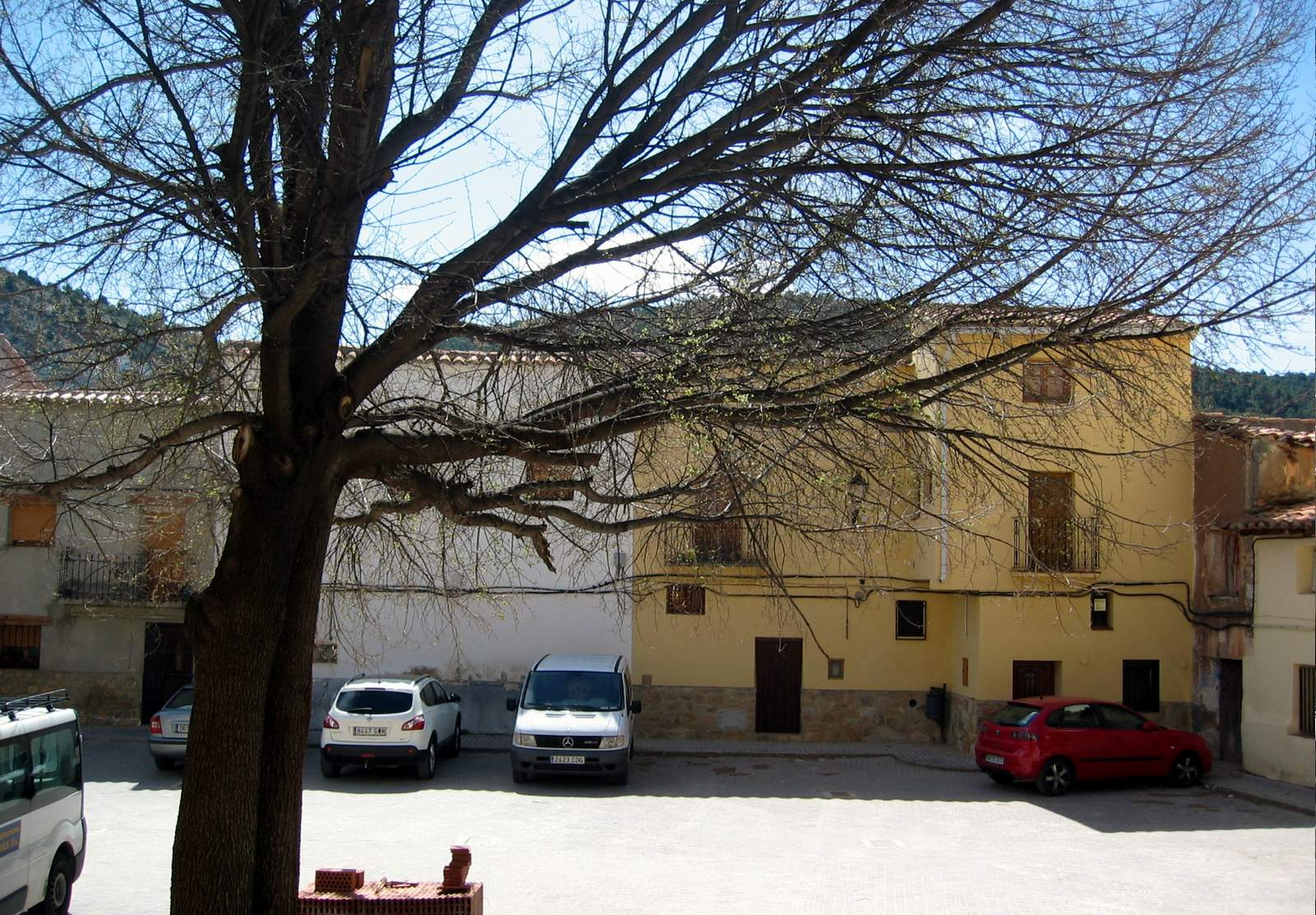
Vista parcial de la plaza de San Miguel en Puebla de San Miguel (Valencia), con detalle del olmo nuevo, año 2015.
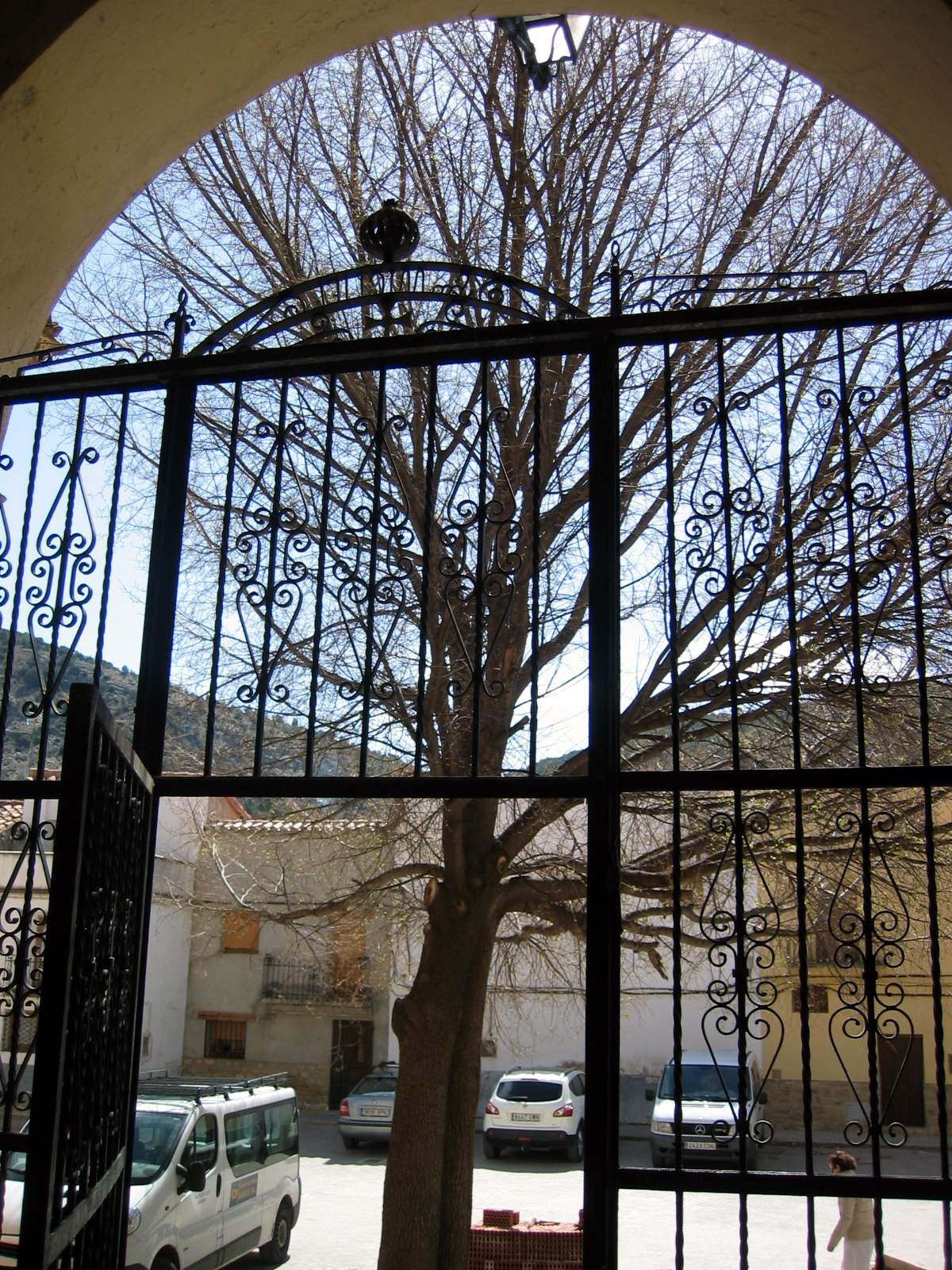
Vista parcial de la plaza de San Miguel en Puebla de San Miguel (Valencia), con detalle de la verja de la cancela de la iglesia, año 2015.